# Jørgen Ingmann
Jørgen Ingmann, född 26 april 1925 i Köpenhamn, död 21 mars 2015 i Holte norr om Köpenhamn, var en dansk musiker (gitarr). 
Ingmann var medlem i Svend Asmussens orkester 1945–1958. Han experimenterade med trickinspelningar och fick i början på 1960-talet stor framgång i USA med sin inspelning av Apache. Han var gift med sångerskan Grethe Clemmensen. Tillsammans vann de Eurovision Song Contest 1963 med sången Dansevise.

## Filmografi (urval)
- 1949 – Lattjo med Boccaccio
- 1949 – Kvinnan som försvann

## Teater

### Roller
| År   | Roll        | Produktion | Regi        | Teater       |
| ---- | ----------- | --- | ----------- | ------------ |
| 1958 | Medverkande | Stig Lommers sommarrevy 1958, revy Arvid Möller, Börge Möller, Hans Alfredson, Tage Danielsson och Gösta Rybrant | Stig Lommer | Idéonteatern |